# Comuna Mošćenička Draga, Primorje-Gorski Kotar
Mošćenička Draga este o comună în cantonul Primorje-Gorski Kotar, Croația, având o populație de 1.535 de locuitori (2011).

## Demografie
Componența etnică a comunei Mošćenička Draga
     Croați (90,68%)
     Italieni (1,43%)
     Sloveni (1,11%)
     Necunoscut (0,78%)
     Neclasificat (4,89%)
Componența confesională a comunei Mošćenička Draga
     Catolici (86,84%)
     Fără religie și atei (5,73%)
     Musulmani (2,02%)
     Agnostici și sceptici (1,5%)
     Necunoscută (2,74%)
     Alte religii (1,17%)
Conform recensământului din 2011, comuna Mošćenička Draga avea 1.535 de locuitori. Din punct de vedere etnic, majoritatea locuitorilor (90,68%) erau croați, existând și minorități de afiliați religios (1,95%), italieni (1,43%) și sloveni (1,11%). Apartenența etnică nu este cunoscută în cazul a 0,78% din locuitori. Din punct de vedere confesional, majoritatea locuitorilor (86,84%) erau catolici, existând și minorități de persoane fără religie și atei (5,73%), musulmani (2,02%) și agnostici și sceptici (1,5%). Pentru 2,74% din locuitori nu este cunoscută apartenența confesională.